# ウェーブマスター
株式会社ウェーブマスター（英: WAVE MASTER INC.）は、音楽著作権管理、音楽・映像ソフトのレーベル事業、アニメ・映画・TV・CF等の音楽音響制作、音楽出版事業、書籍出版、ネットワーク・携帯端末等のデジタルコンテンツ向けの音楽・音響制作、技術サポートなどを主な事業とする日本の企業。セガサミーホールディングス株式会社の完全子会社。

## 概要
2000年にセガが社内の開発チームを10社の開発子会社として独立する再編を行った際にデジタルメディア制作部が独立する形で誕生。分社当初はゲームソフト開発も行っていたが、現在は撤退している。
セガとサミーの経営統合による各事業分野別再編に伴い、事業が重複するサミー子会社の株式会社アンダーグラウンド・リベレーション・フォースと2005年4月1日付で合併し、ウェーブマスターはセガサミーホールディングスの子会社となった。なお、他の開発子会社についてはすべてセガ本社に吸収された。
セガサミーグループ再編に伴い、2015年4月1日付でセガサミーホールディングスの子会社から日本マルチメディアサービスの子会社となったが、後に再度セガサミーホールディングスの子会社となる。2019年4月1日付で音遊を吸収合併した。
2021年2月24日に本社を東京都大田区北千束1丁目4番22号から東京都品川区西品川1丁目1番1号住友不動産大崎ガーデンタワーへ移転した。
2023年9月13日にウェーブマスターマネジメント部を株式会社ハルエンターテイメントへ移籍した事を公表した。

## 開発したゲームソフト
いずれもPlayStation 2用。
- ROOMMANIA＃203
- SWITCH
- ニュールーマニア ポロリ青春
- NFL 2K2
- NBA 2K2
- NBA 2K3

## 参加作品

### アニメ
2022年
- Shenmue the Animation（音楽制作）

## 音楽レーベル
GAME SOUNDTRACK
セガからリリースされたゲームのミュージックを扱う。かつてはWAVE MASTER GAME MUSICというゲームミュージック専門レーベルであった。
SAMMY SOUNDTRACK
サミーグループ（サミー、タイヨーエレック、銀座、ロデオ）からリリースされたパチンコ・パチスロのミュージックを扱う。

### かつて存在したレーベル
WAVE MASTER HAPPIES
声優・アニメ関連専門レーベルであった。
Wavemaster Entertainment
洋楽レーベル。
bullion
洋楽レーベル。サイドワンダミー・レコードのライセンス盤などをリリースしていた。
Go With Me
洋楽及び邦楽レーベル。
ALLIES NIPPON
2020年に新規に立ち上げたレーベル。海外アーティストのレーベル業務の他にも、プロモーション業務なども行っていた。
SEGA music
セガグループが2020年に新規に立ち上げたレーベル。セガからリリースされたゲームのミュージックを扱う。ウェーブマスターは発売を担当。

## タレント
- ポポナ
- 保科李沙（業務提携）

### 過去に所属していたタレント
- 平野良
- 山本侑平
- 谷佳樹
- 辻畑利紀
- 福井裕佳梨
- 生田晴香
- yucat
- 逢沢優
- ジェーニャ

## 過去に所属していたアーティスト
- 高乃麗
- 松谷彼哉
- Pallet
- 園崎未恵
- 田中理恵
- 近藤佳奈子
- Crush 40
- SEASONS
- 中村あゆみ
- 松田樹利亜
- Asami
- シオダマサユキ
- flatman
- VOICE and 堀江淳
- EL-MALO
- S.Q.F
- オセロケッツ
- MOTOCOMPO
- 未来-MIKU-